# Girard-Bucht
Die Girard-Bucht (französisch Baie Girard) ist eine Bucht an der Graham-Küste des Grahamlands auf der Antarktischen Halbinsel. Sie liegt zwischen dem Kap Cloos und Mount Scott.
Teilnehmer der Belgica-Expedition (1897–1899) unter der Leitung des belgischen Polarforschers Adrien de Gerlache de Gomery entdeckten die Bucht. Der französische Polarforscher Jean-Baptiste Charcot nahm bei der Vierten Französischen Antarktisexpedition (1903–1905) die Benennung vor. Namensgeber ist der französische Geograf Jules Marie Simon Girard (1839–1921), Mitglied der Société de Géographie, die Charcots Expedition unterstützt hatte.